# Den permanente Voldgiftsret
 Ikke at forveksle med Den Faste Voldgiftsret.
 For alternative betydninger, se Den Permanente. (Se også artikler, som begynder med Den Permanente)
Den permanente Voldgiftsret, kaldet "den permanente", var en dansk voldgiftsret for arbejdsmarkedet. Den blev oprettet 1900 og blev i 1910 afløst af Den faste Voldgiftsret (Arbejdsretten). Arbejdsretten var oprettet i henhold til Septemberforliget i 1899 og var ikke en arbejdsret i moderne forstand. Dens område var begrænset til overtrædelse af Septemberforliget, og den kunne ikke dømme i sager vedrørende brud på kollektive overenskomster i almindelighed. Det betød, at almindelige sager angående strid om arbejdsaftaler fortsat skulle afgøres ved de almindelige domstole.